# آلفرد ای. هارت

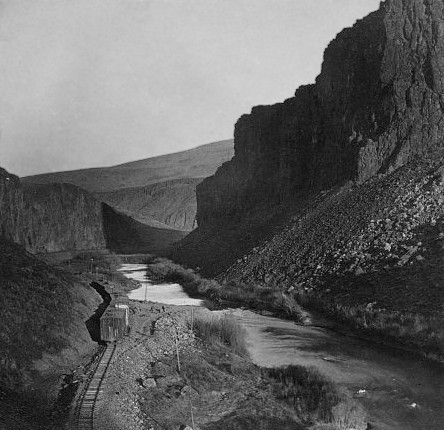
عکس شماره ۳۳۶ آلفرد هارت از کانیون پالیزادز (ده مایلی) و رودخانه هومبولت، در حین ساخت اولین راه‌آهن بین‌قاره‌ای.

آلفرد ای. هارت (انگلیسی: Alfred A. Hart؛ ۱۸۱۶ – ۱۹۰۸ (۹۲ سال)) عکاس، و نقاش اهل ایالات متحده آمریکا بود. او در قرن ۱۹ در مسیر راه‌ آهن مرکزی اقیانوس آرام عکاسی می‌کرد. هارت عکاس رسمی نیمه غربی اولین راه آهن بین قاره‌ای بود که برای آن ۳۶۴ نمای برجسته‌بینی تاریخی از ساخت راه آهن در دهه ۱۸۶۰ گرفت. هارت نگاتیوهای خود را به کارلتون یوجین واتکینز فروخت که به انتشار برجسته‌بینی‌نماهای راه‌ آهن مرکزی اقیانوس آرام در دهه ۱۸۷۰ ادامه داد.

## نگارخانه

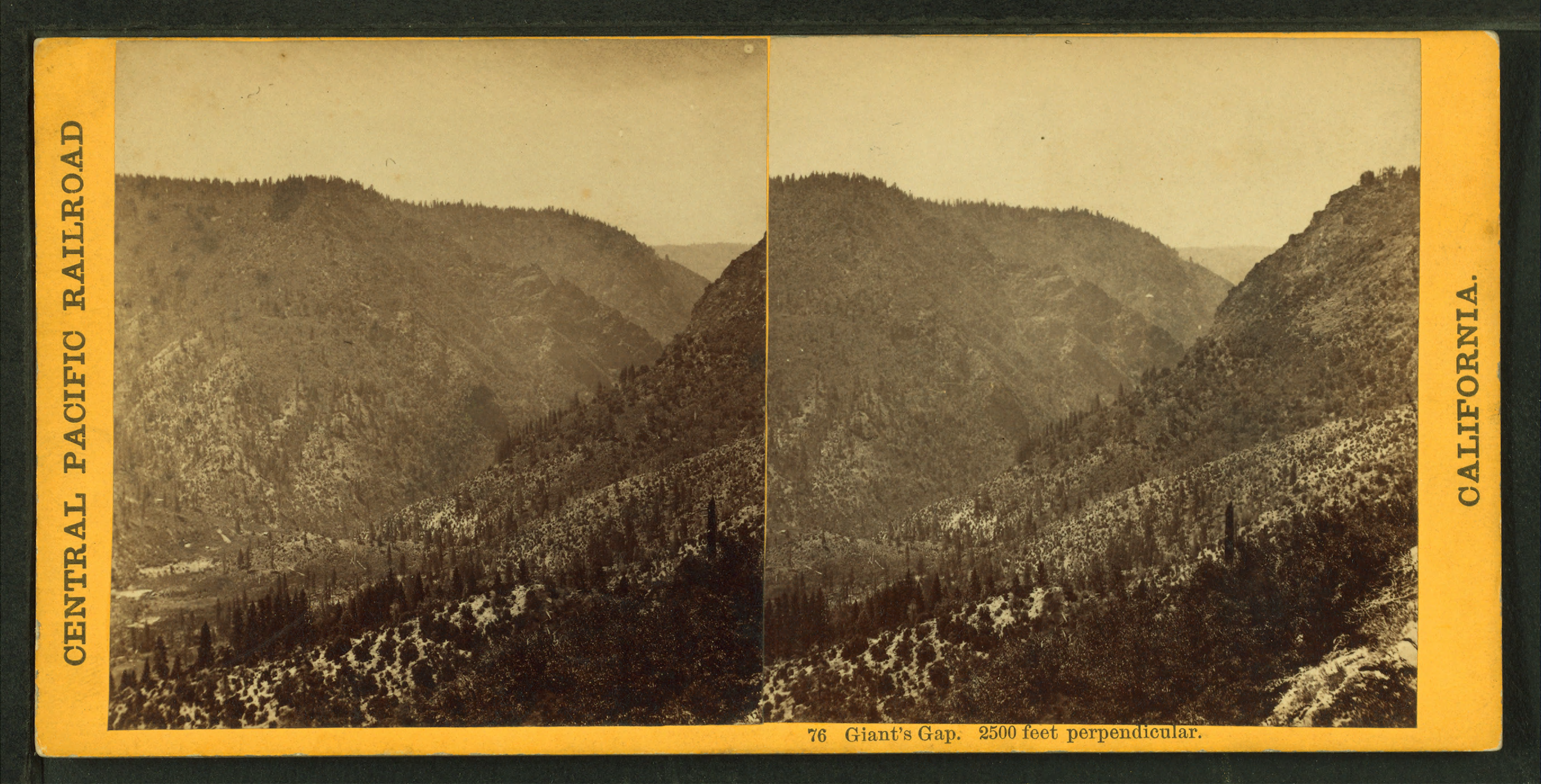
شکاف جاینت، ۲۵۰۰ فوت عمود بر هم
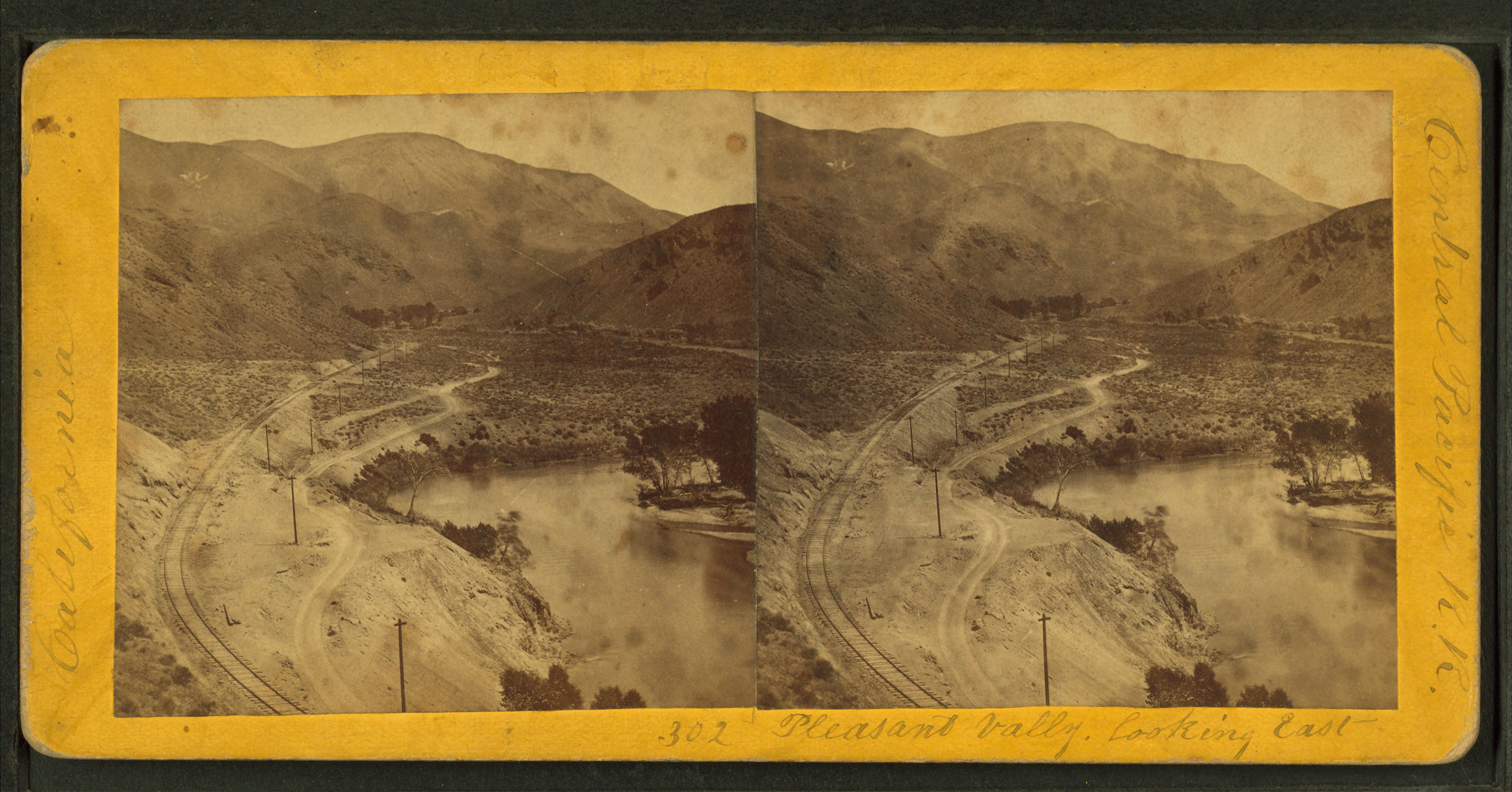
دره دلپذیر، به شرق، اثر هارت، آلفرد آ.، ۱۸۱۶-۱۹۰۸
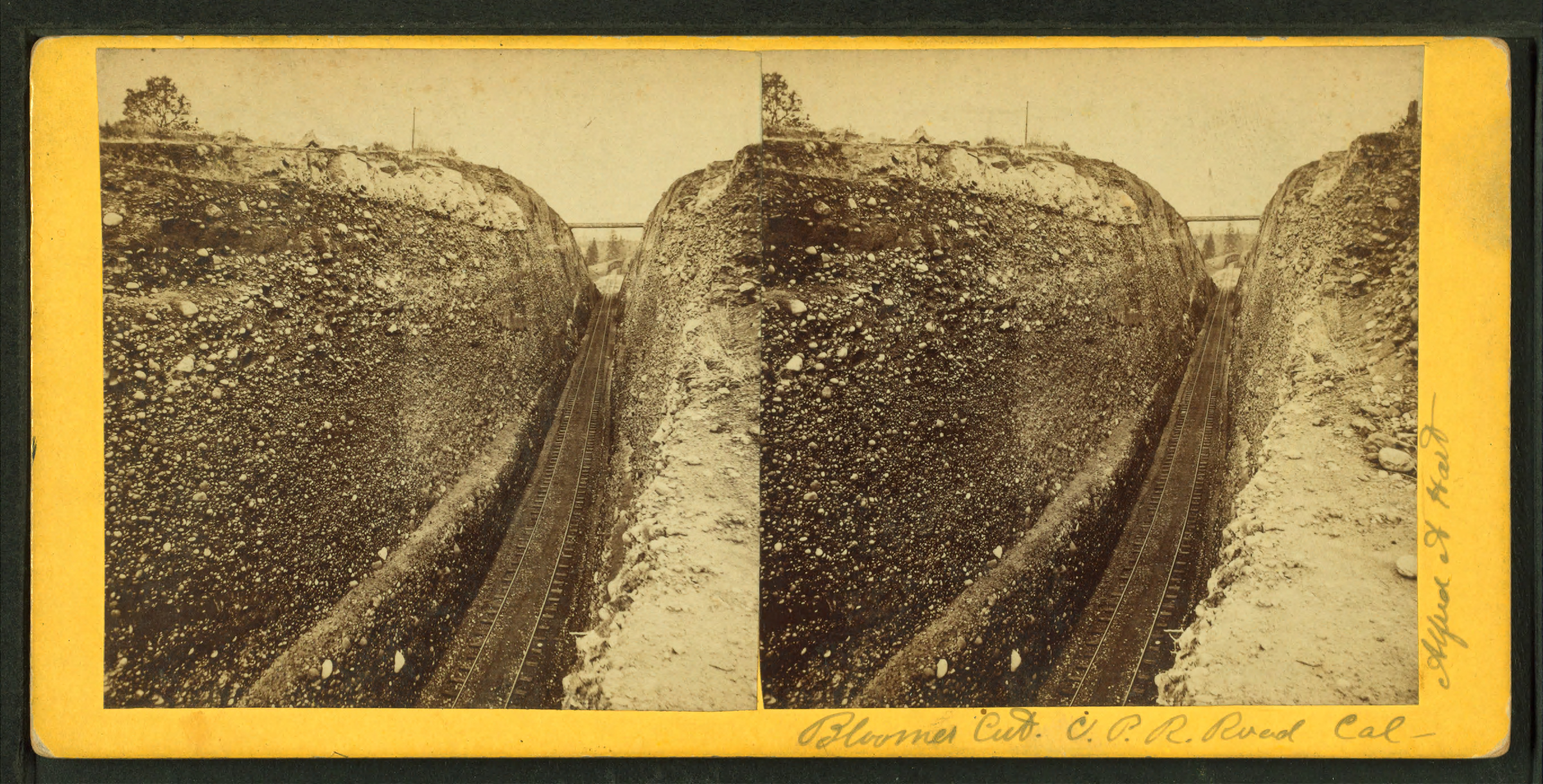
بلومر کات، C.P.R. جاده، کالیفرنیا، توسط هارت، آلفرد آ.، ۱۸۱۶-۱۹۰۸
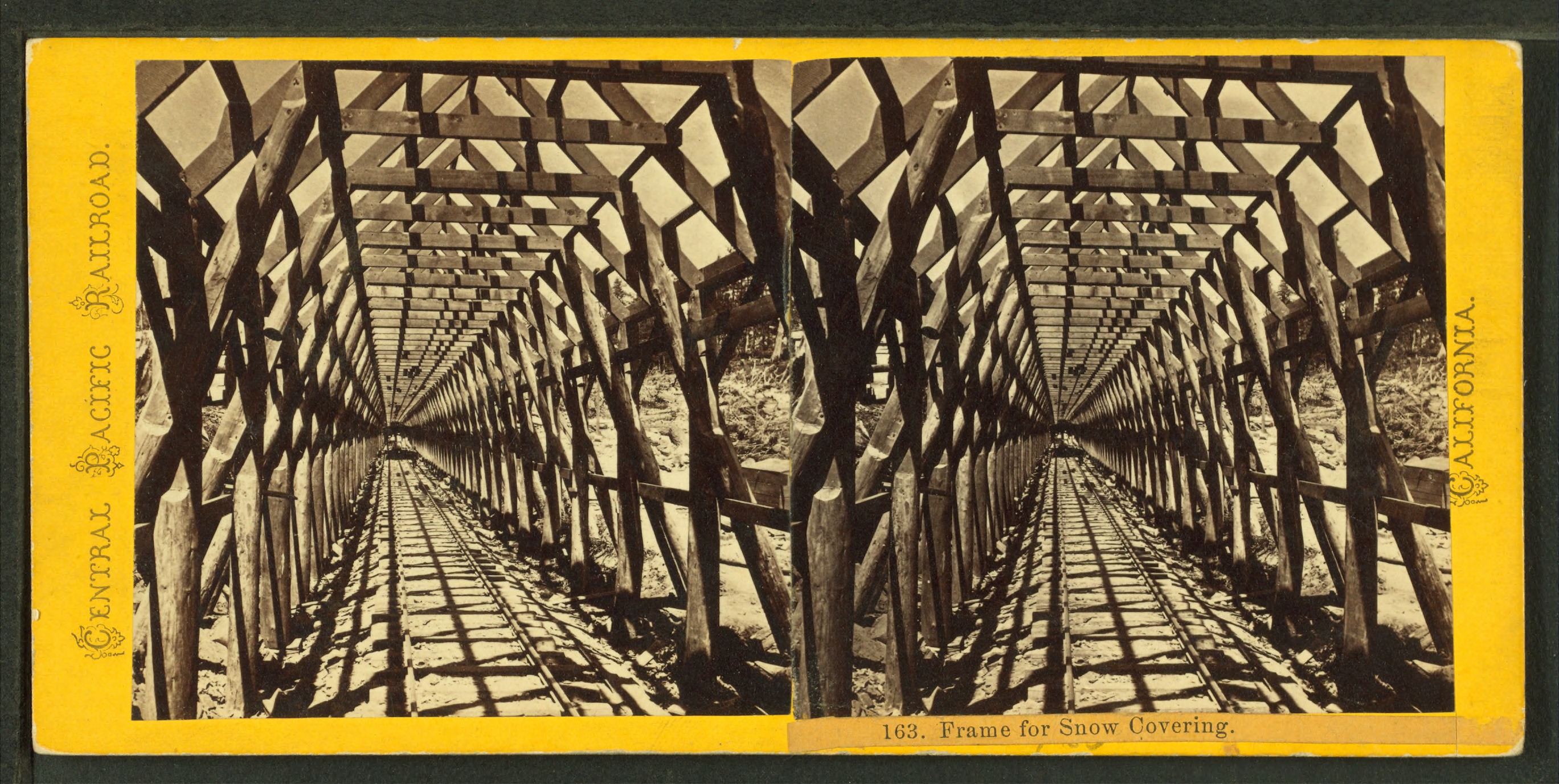
قاب برای پوشش برف، نمای داخلی، توسط هارت، آلفرد آ.، ۱۸۱۶-۱۹۰۸
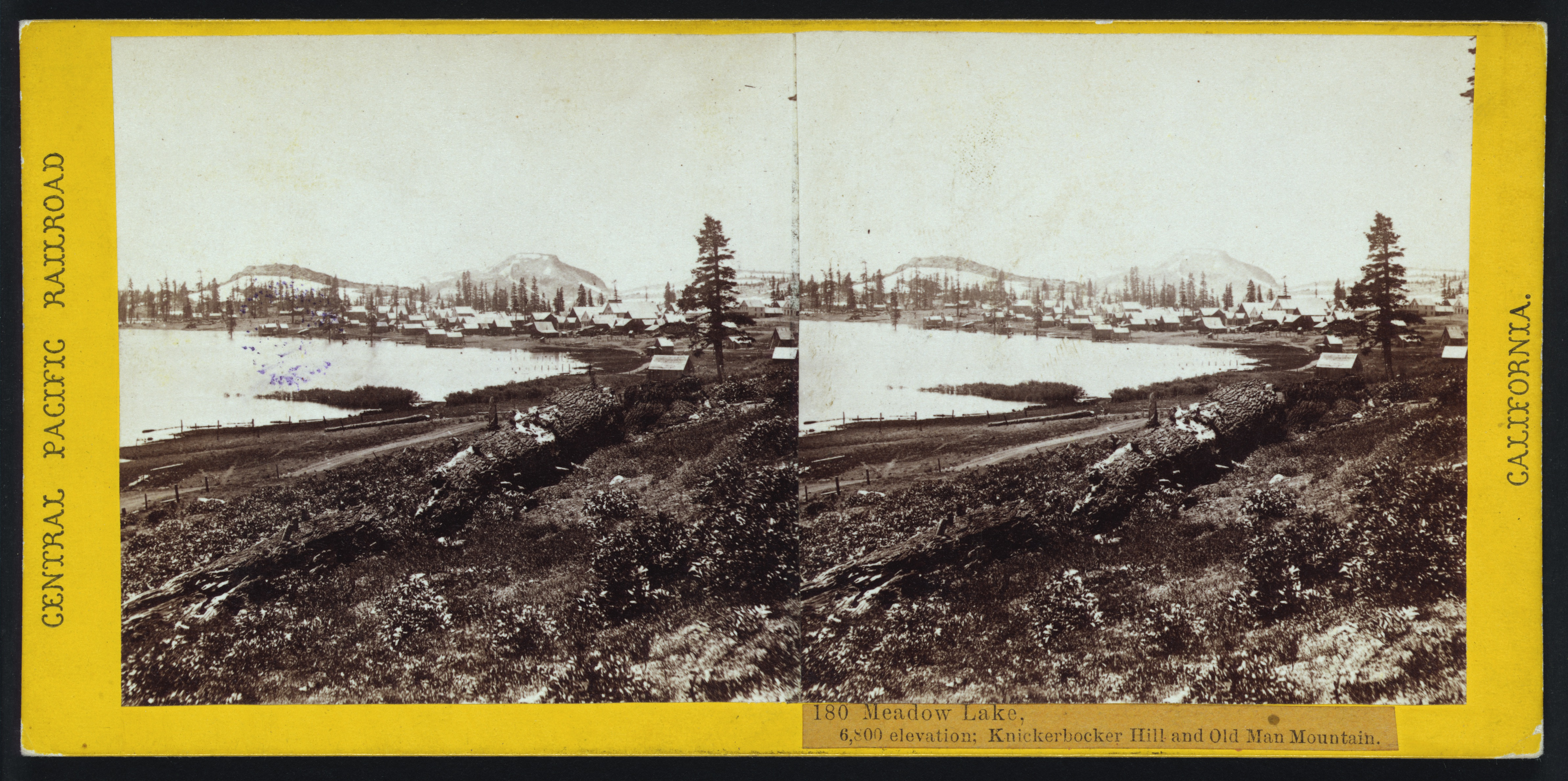
دریاچه مدو - آلفرد آ. هارت
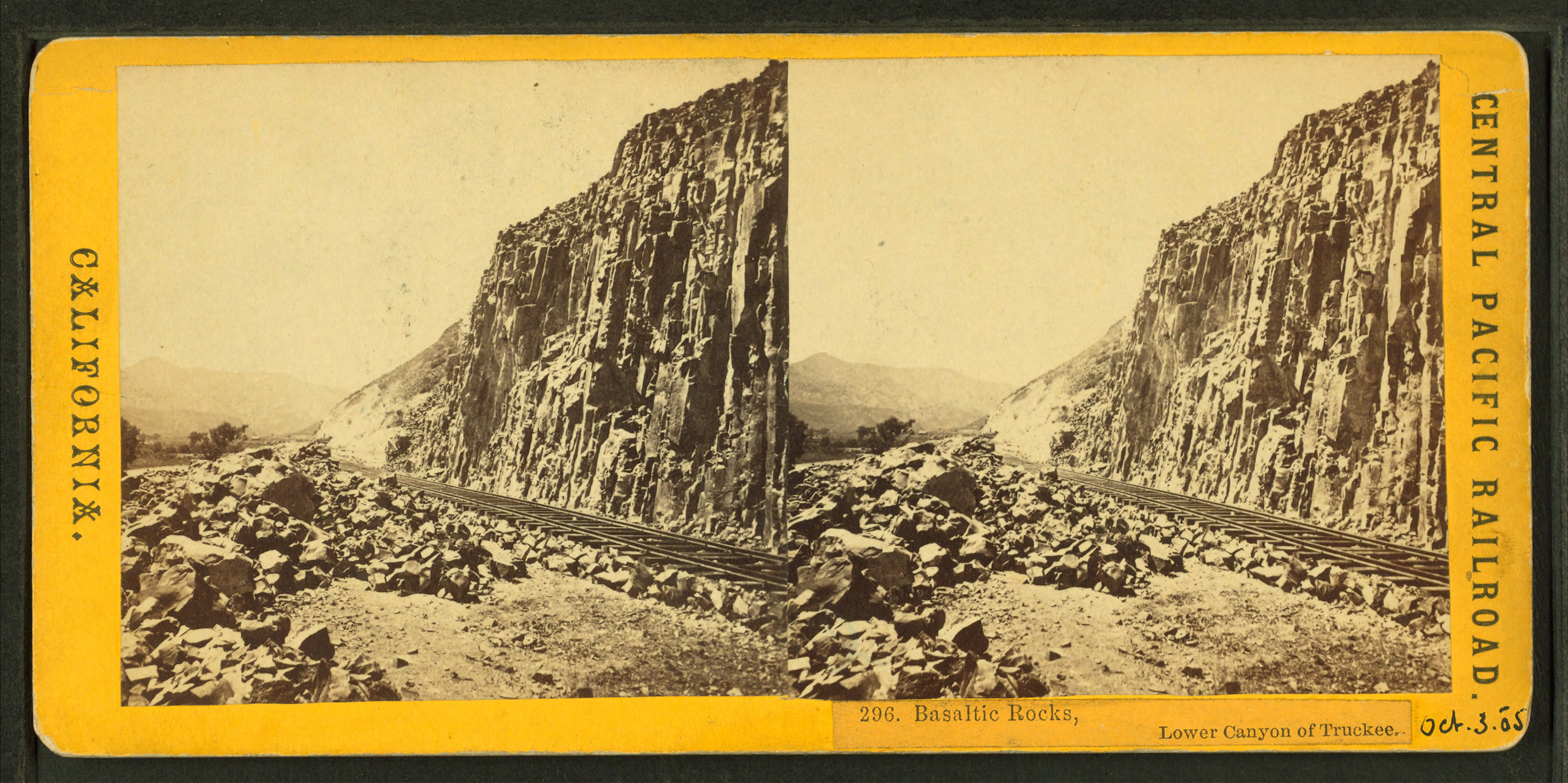
سنگ‌های بازالتی، دره پایین ترکی، اثر هارت، آلفرد ای.، ۱۸۱۶-۱۹۰۸
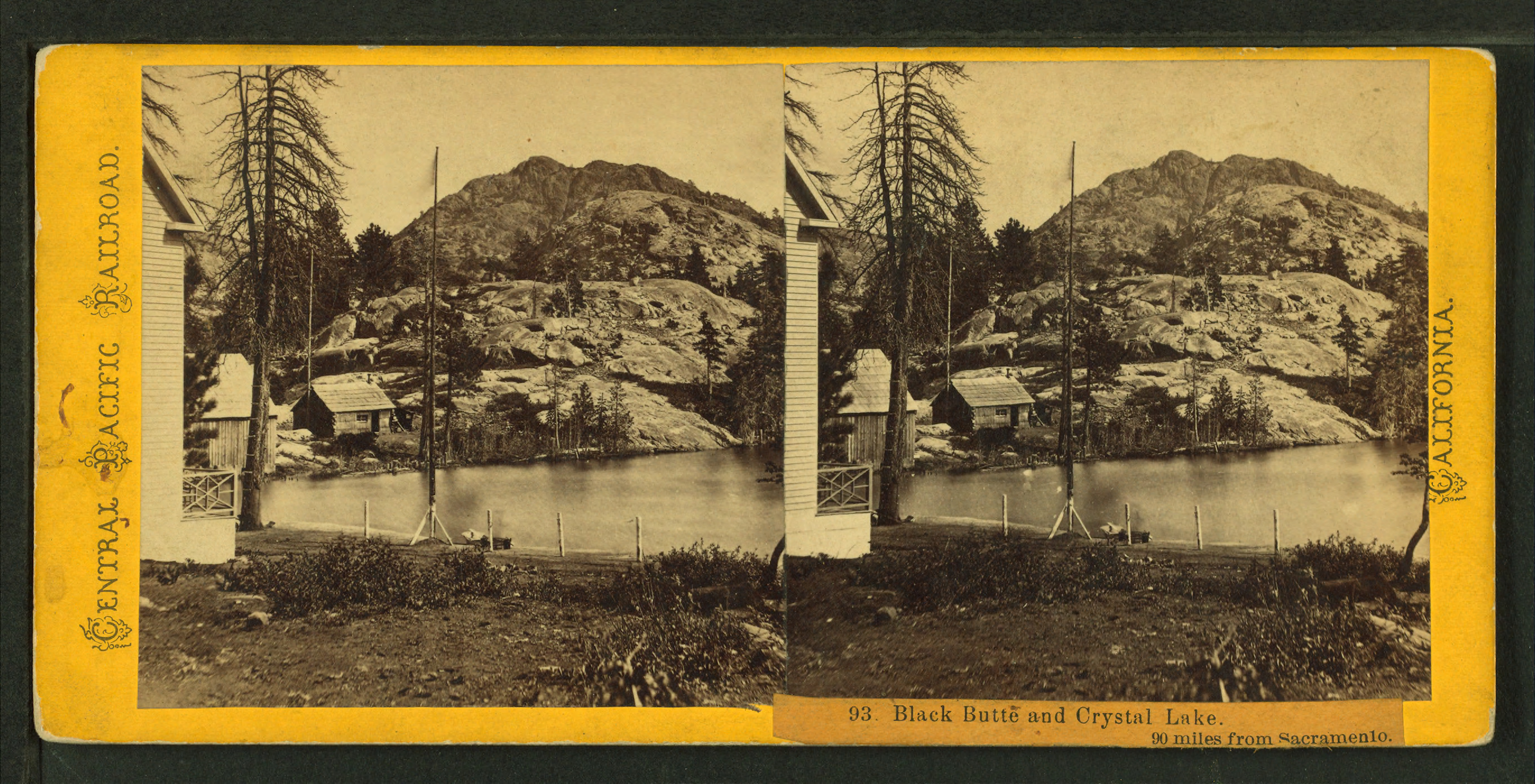
بلک بوت و دریاچه کریستال، ۹۰ مایلی از ساکرامنتو، اثر هارت، آلفرد آ.، ۱۸۱۶-۱۹۰۸
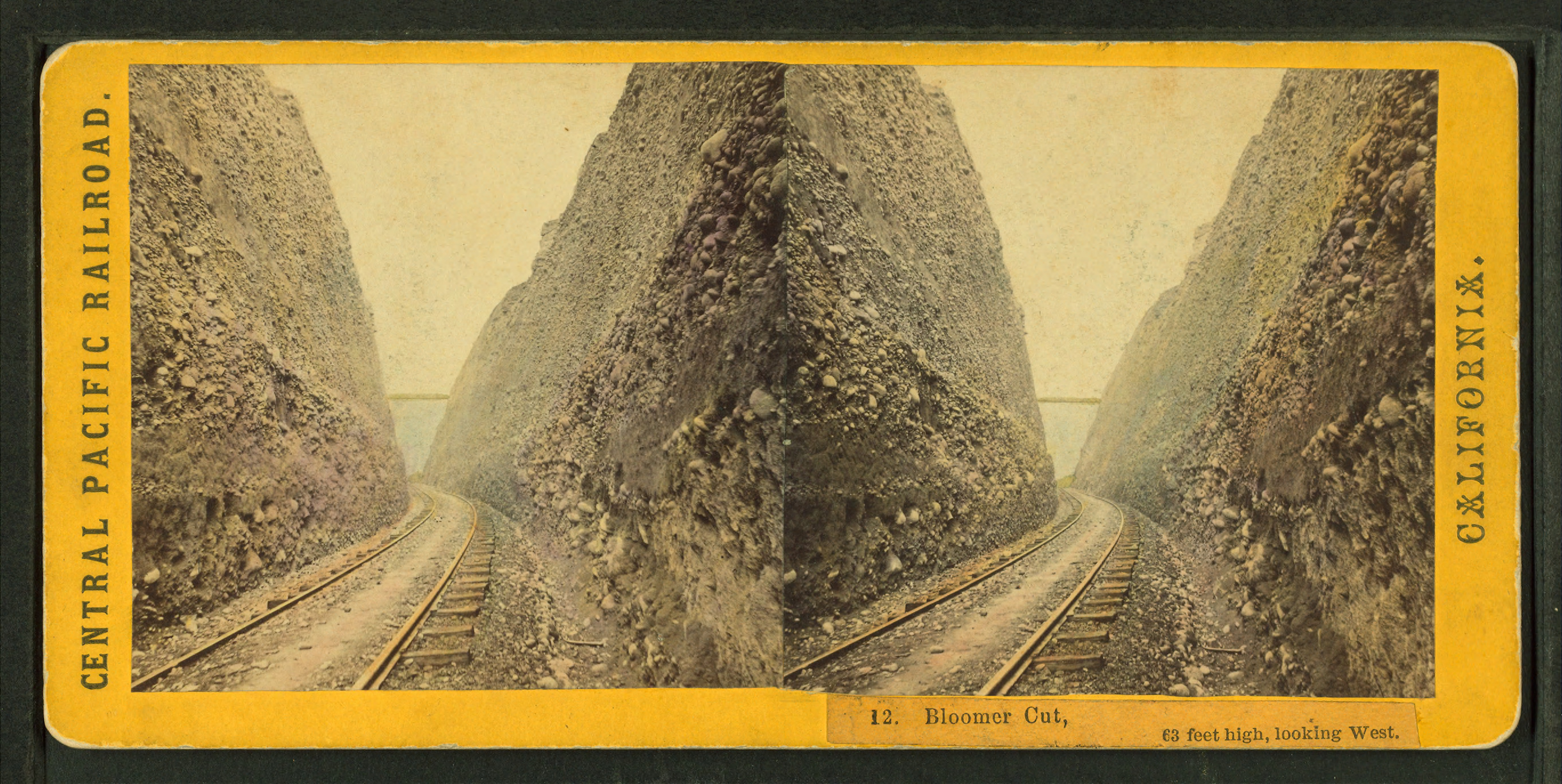
بلومر کات، ۶۳ فوت ارتفاع، به سمت غرب، اثر هارت، آلفرد آ.، ۱۸۱۶-۱۹۰۸
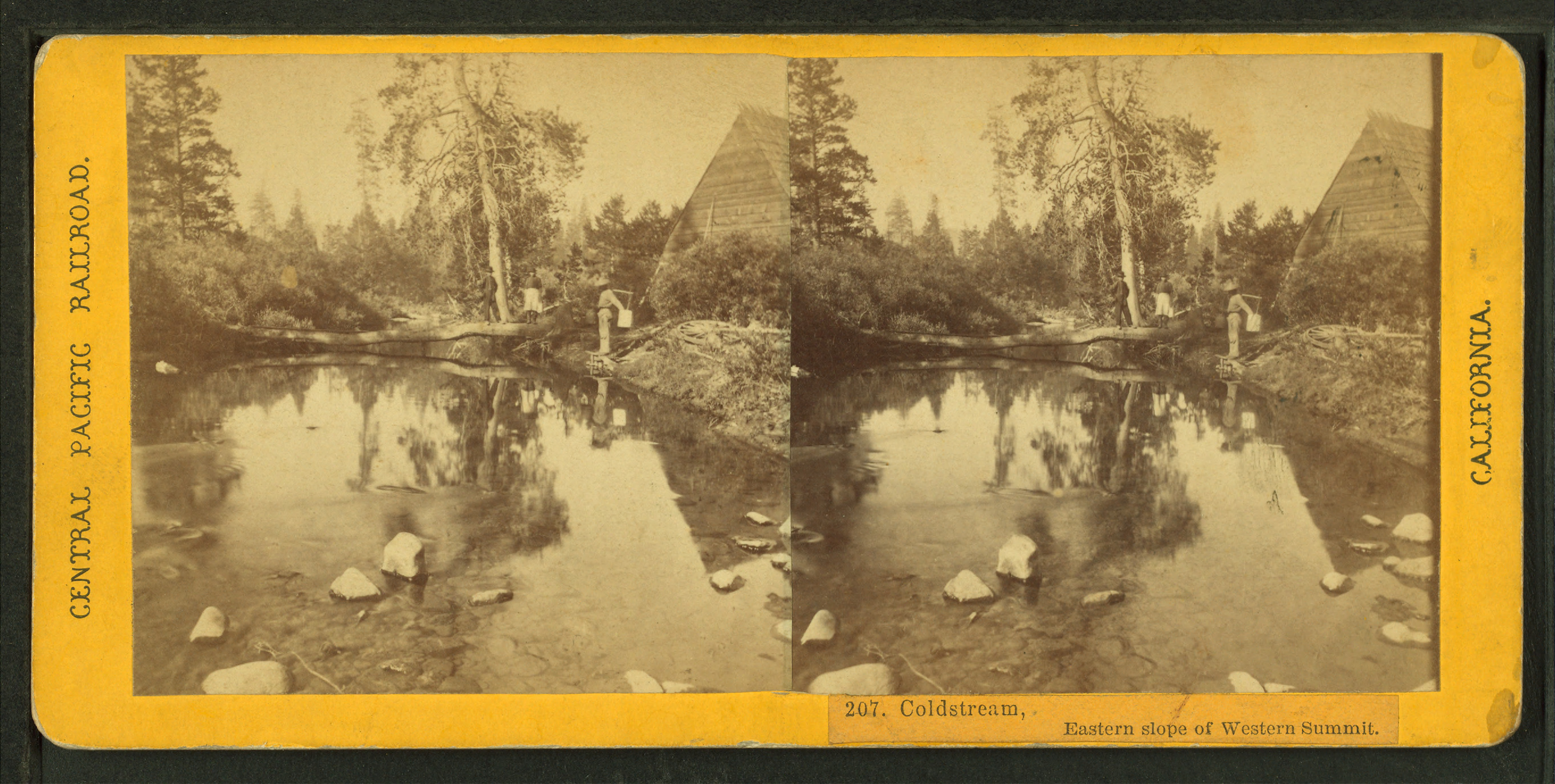
کولداستریم، شیب شرقی قله غربی، نوشته هارت، آلفرد ا.، ۱۸۱۶-۱۹۰۸
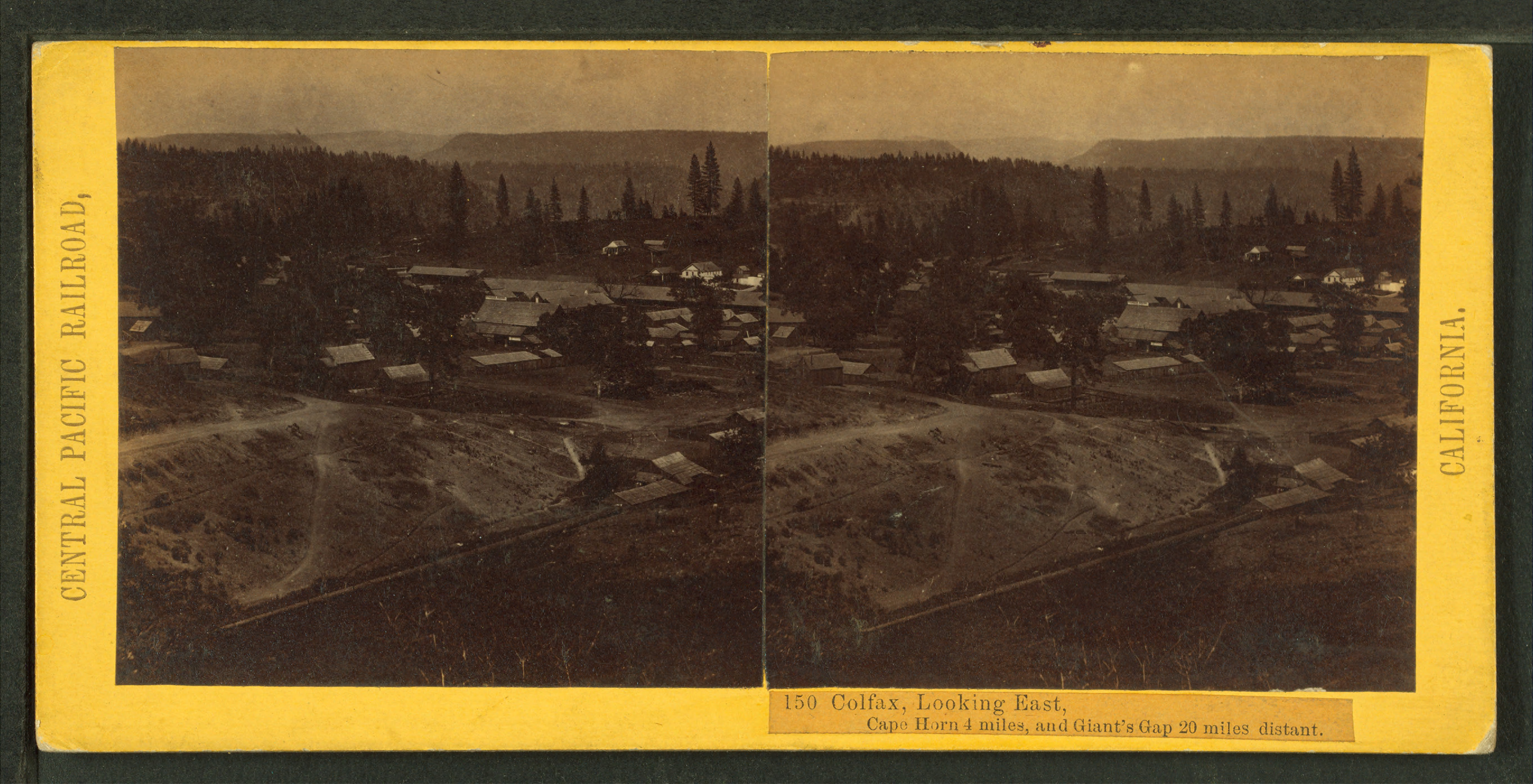
کولفکس، به شرق نگاه می‌کند. کیپ هورن۴ مایل، شکاف غول پیکر ۲۰ مایل دورتر، اثر هارت، آلفرد آ.، ۱۸۱۶-۱۹۰۸
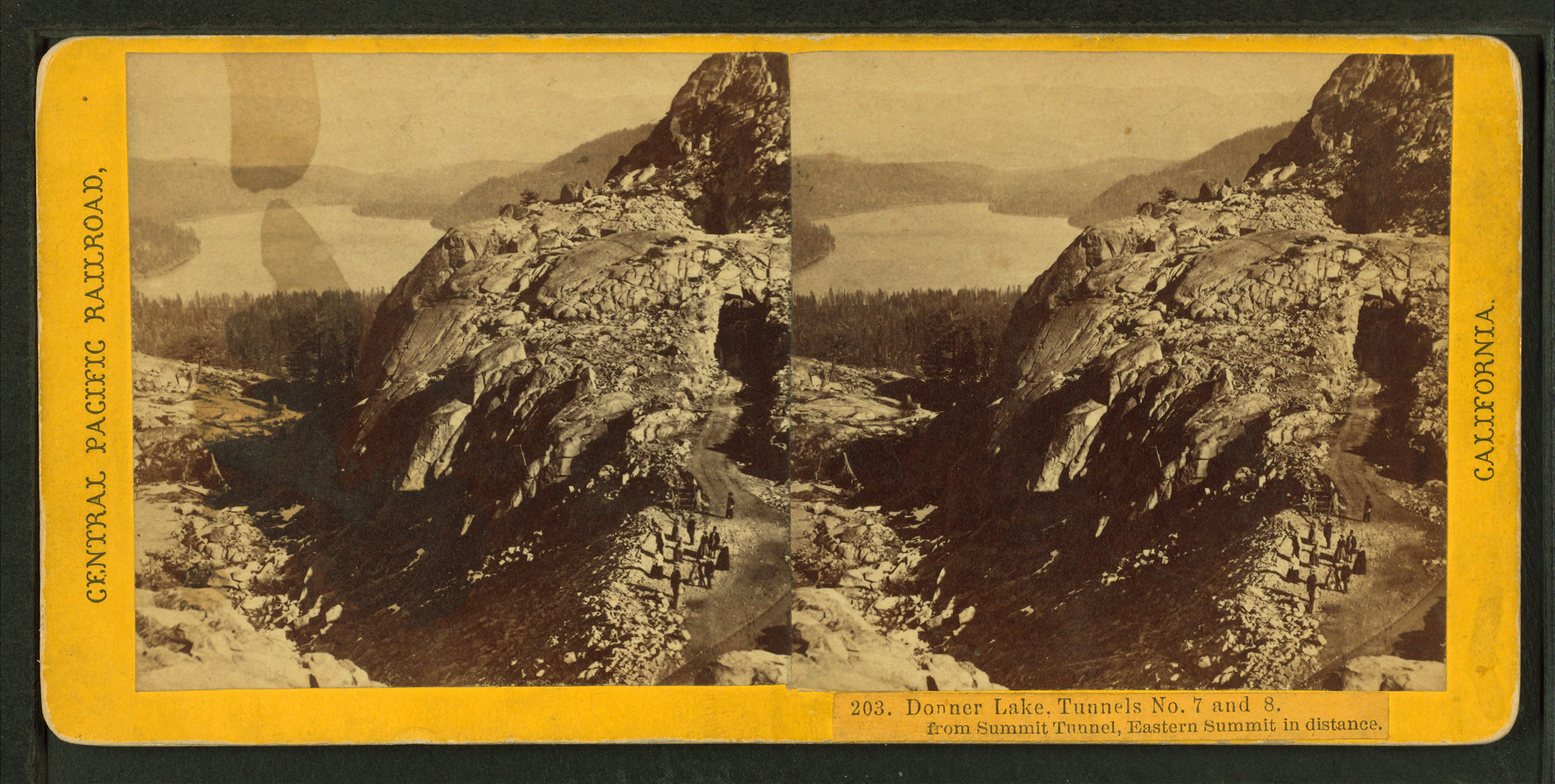
دریاچه دانر، تونل‌های شماره ۷ و ۸، از تونل قله، قله شرقی در فاصله، توسط هارت، آلفرد ای.، ۱۸۱۶-۱۹۰۸
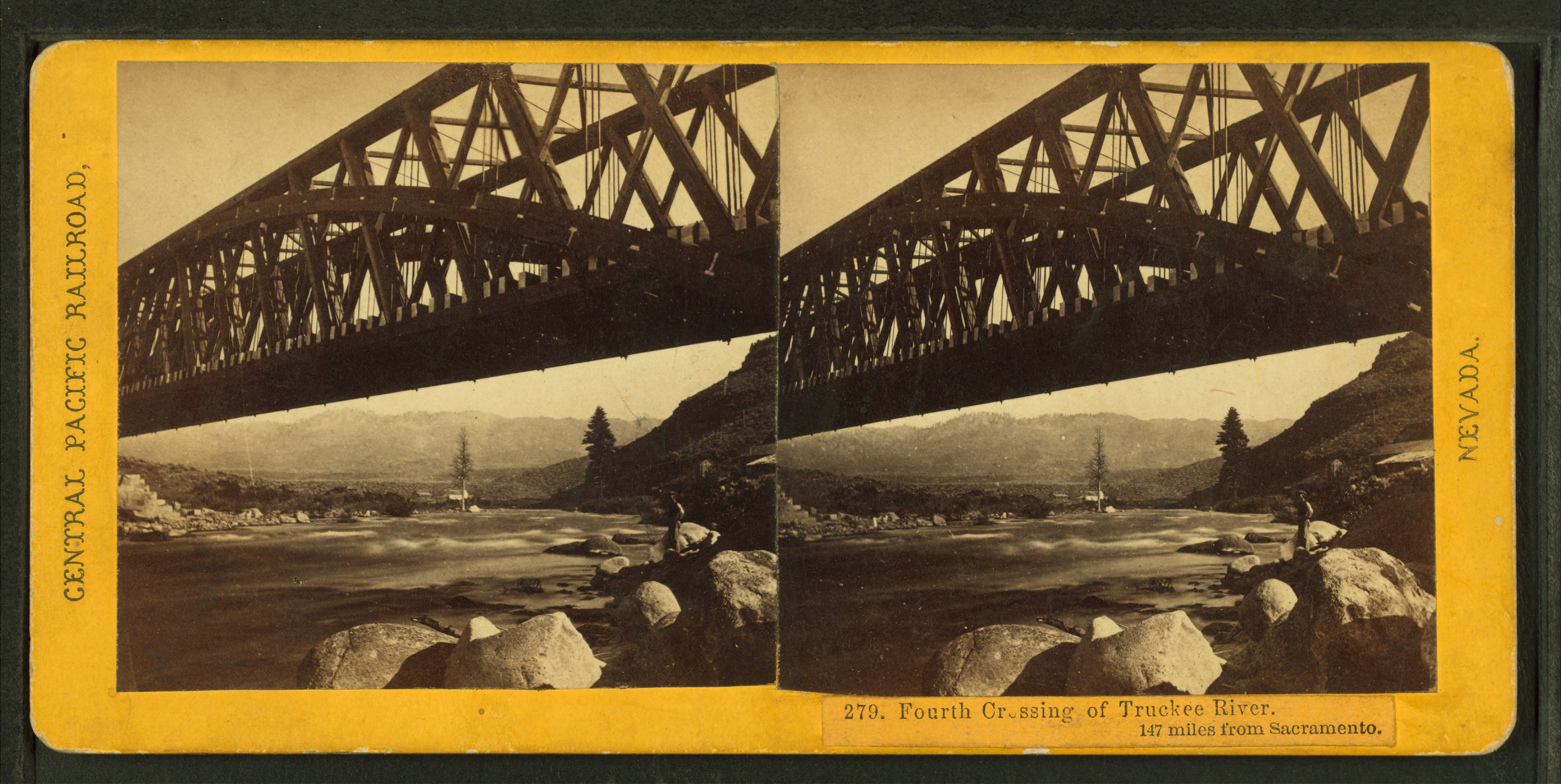
گذر چهارم از رودخانه تراکی. ۱۴۷ مایلی از ساکرامنتو، اثر هارت، آلفرد آ.، ‍۸۱۶-۱۹۰۸
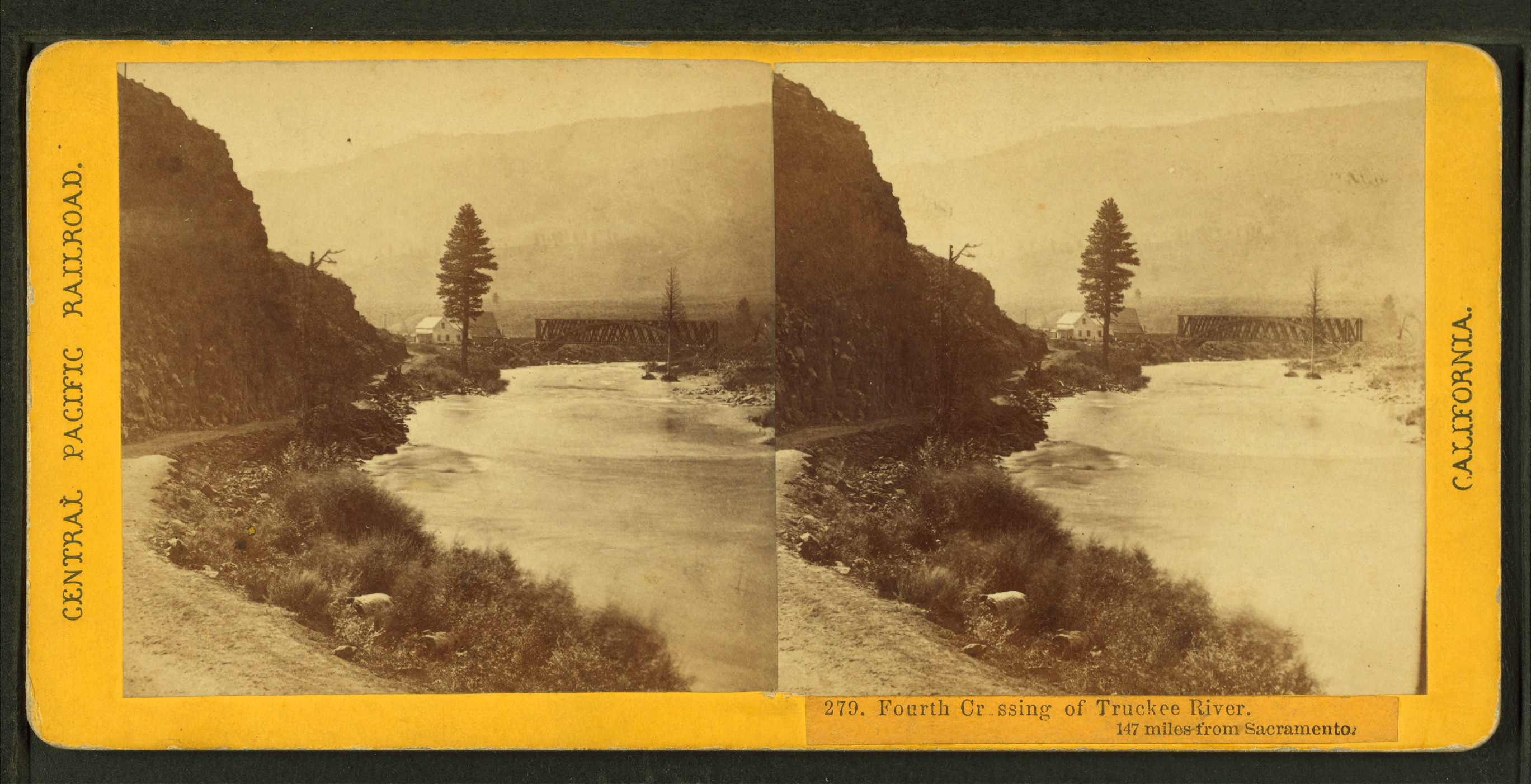
رودخانه تراکی. ۱۴۷ مایلی از ساکرامنتو، اثر هارت، آلفرد آ.، ۱۸۱۶-۱۹۰۸
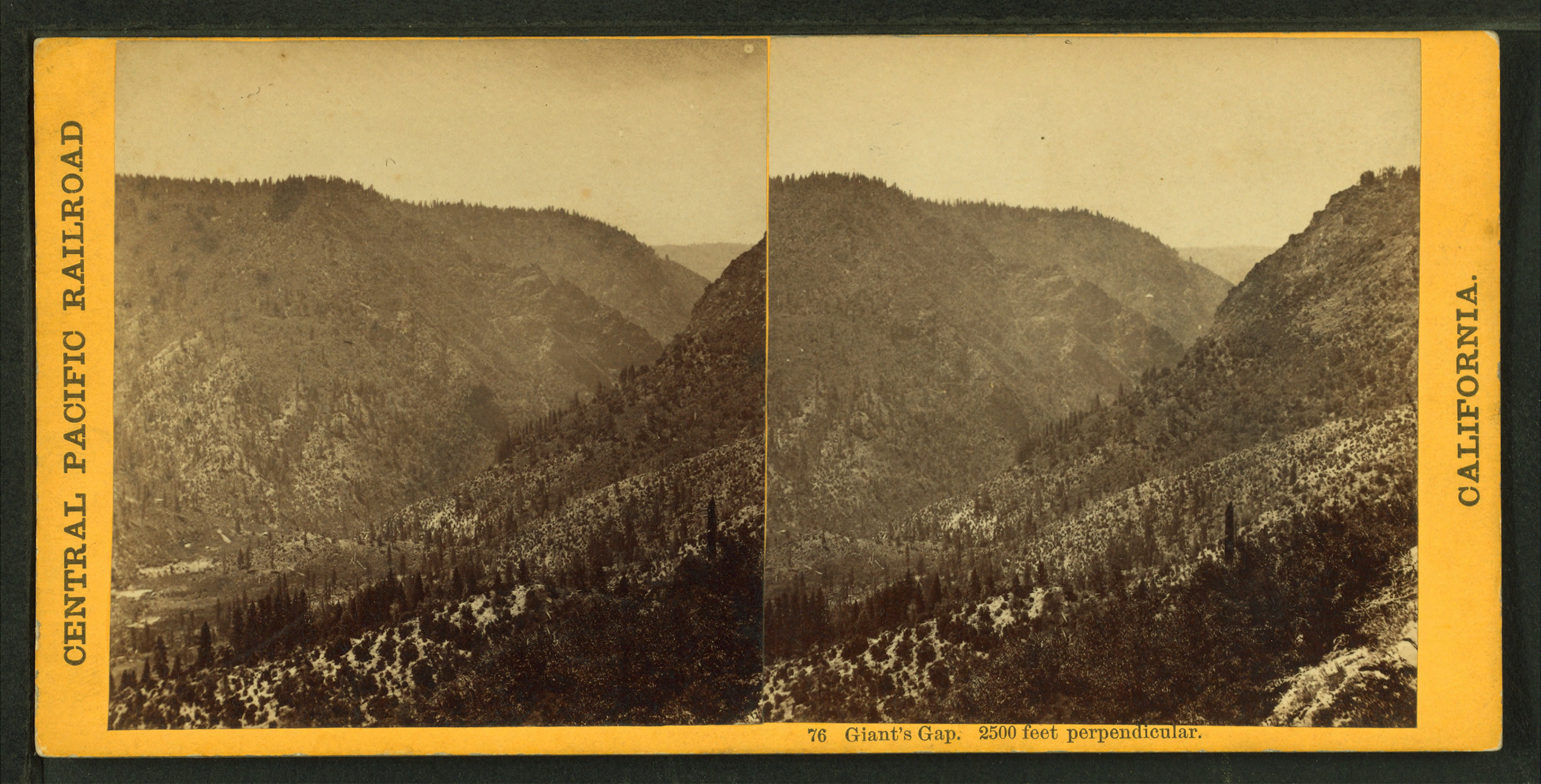
شکاف غول پیکر، ۲۵۰۰ فوت عمودی، اثر هارت، آلفرد آ.، ۱۸۱۶-۱۹۰۸
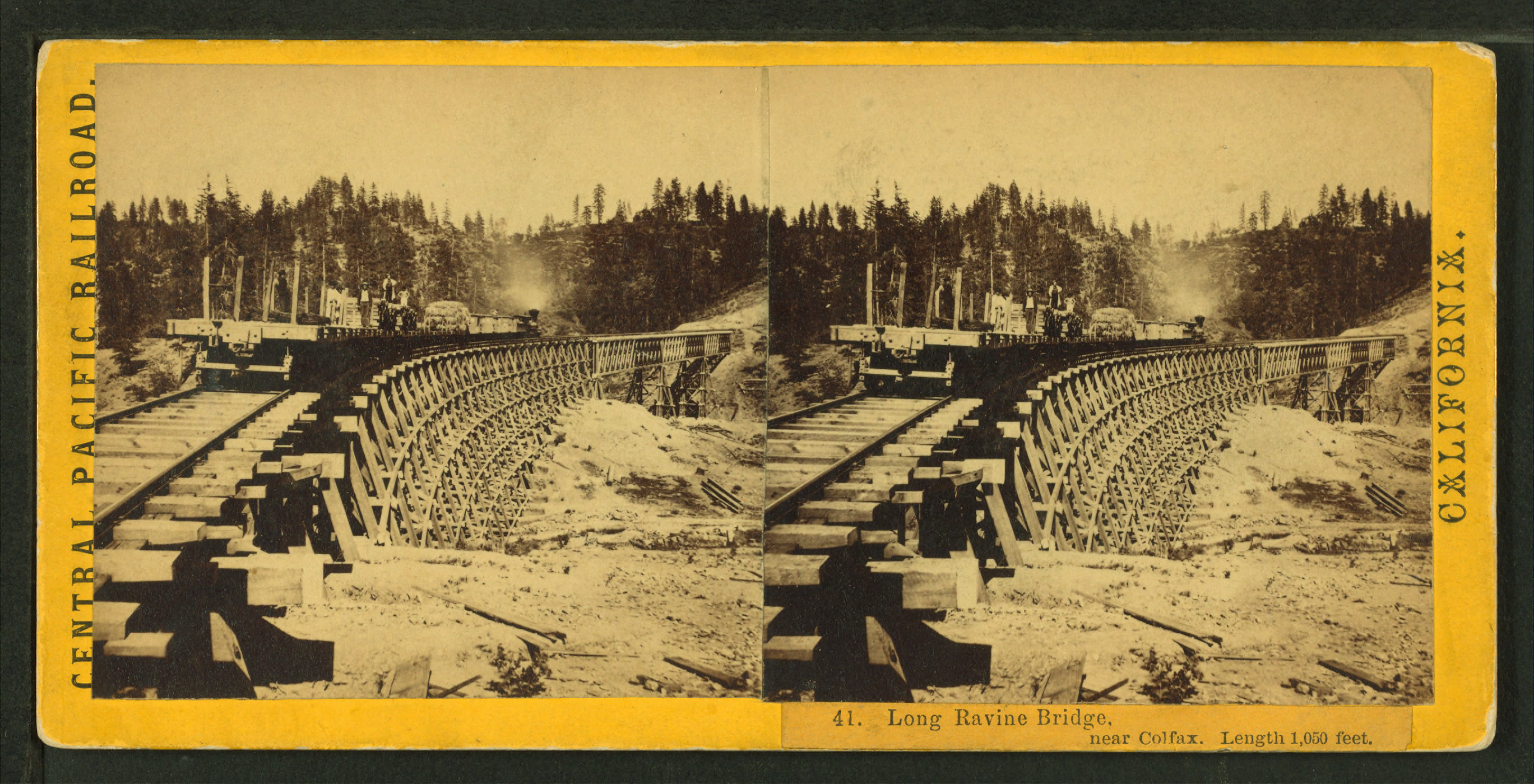
پل دره طولانی نزدیک کولفکس. (گذرگاه قطار)، اثر هارت، آلفرد آ.، ۱۸۱۶-۱۹۰۸
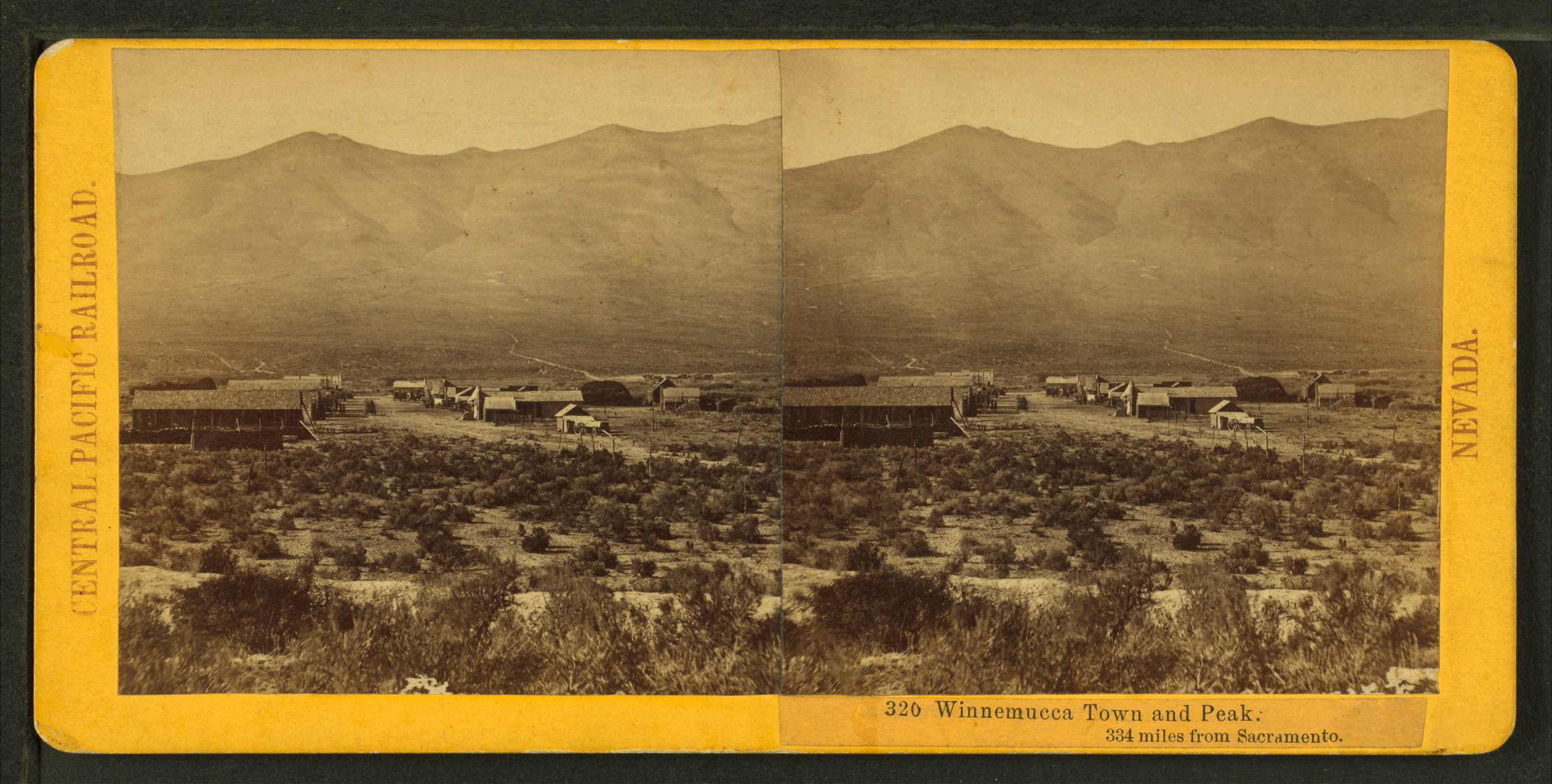
شهر و قله وینه‌مکا، ۳۳۴ مایلی از ساکرامنتو، اثر هارت، آلفرد  ۱۸۱۶-۱۹۰۸
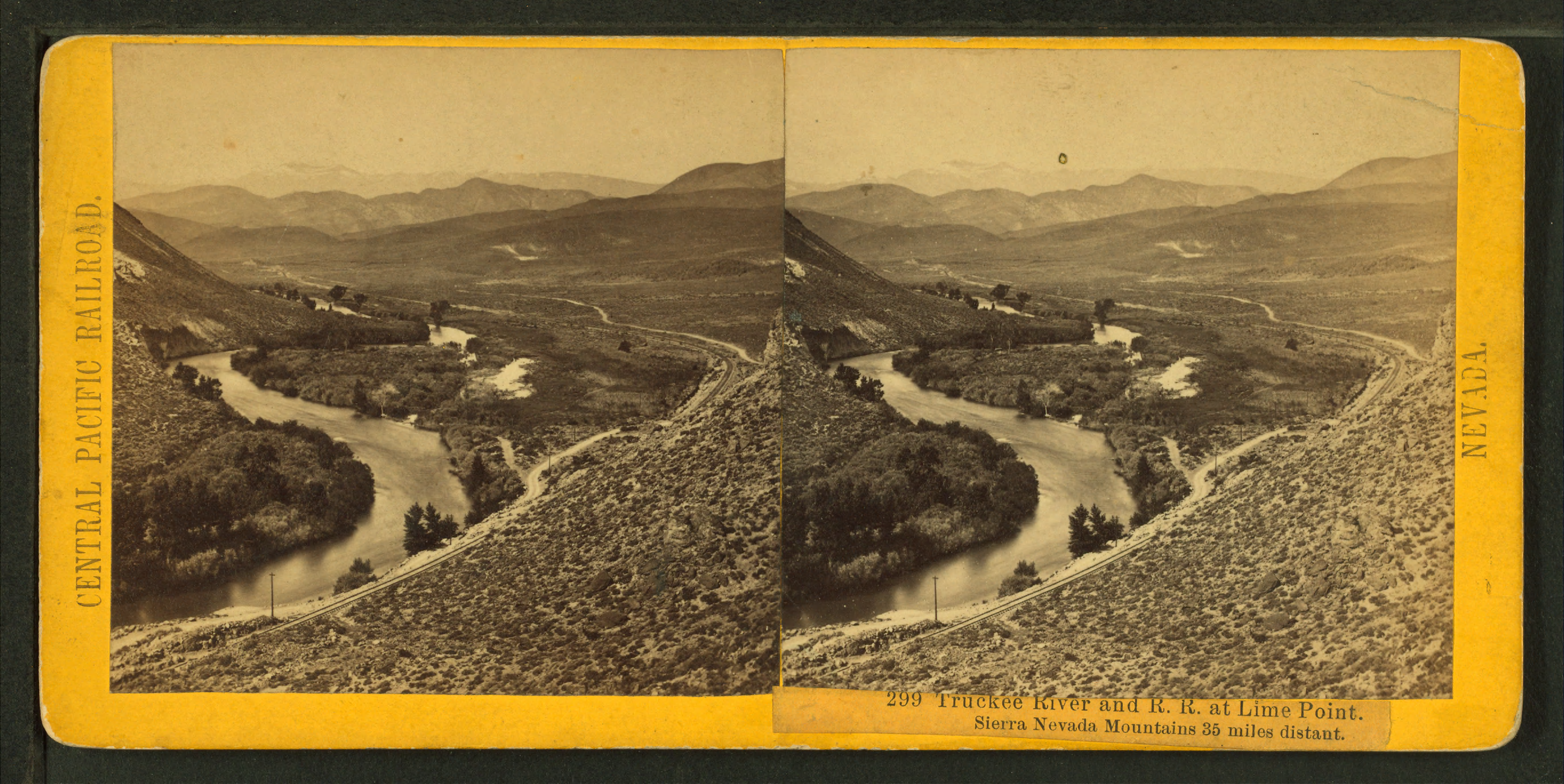
رودخانه تراکی و آر.آر در نقطه آهک. کوه‌های سیرا نوادا، ۳۵ مایل دورتر، اثر هارت، آلفرد آ.، ۱۸۱۶-۱۹۰۸
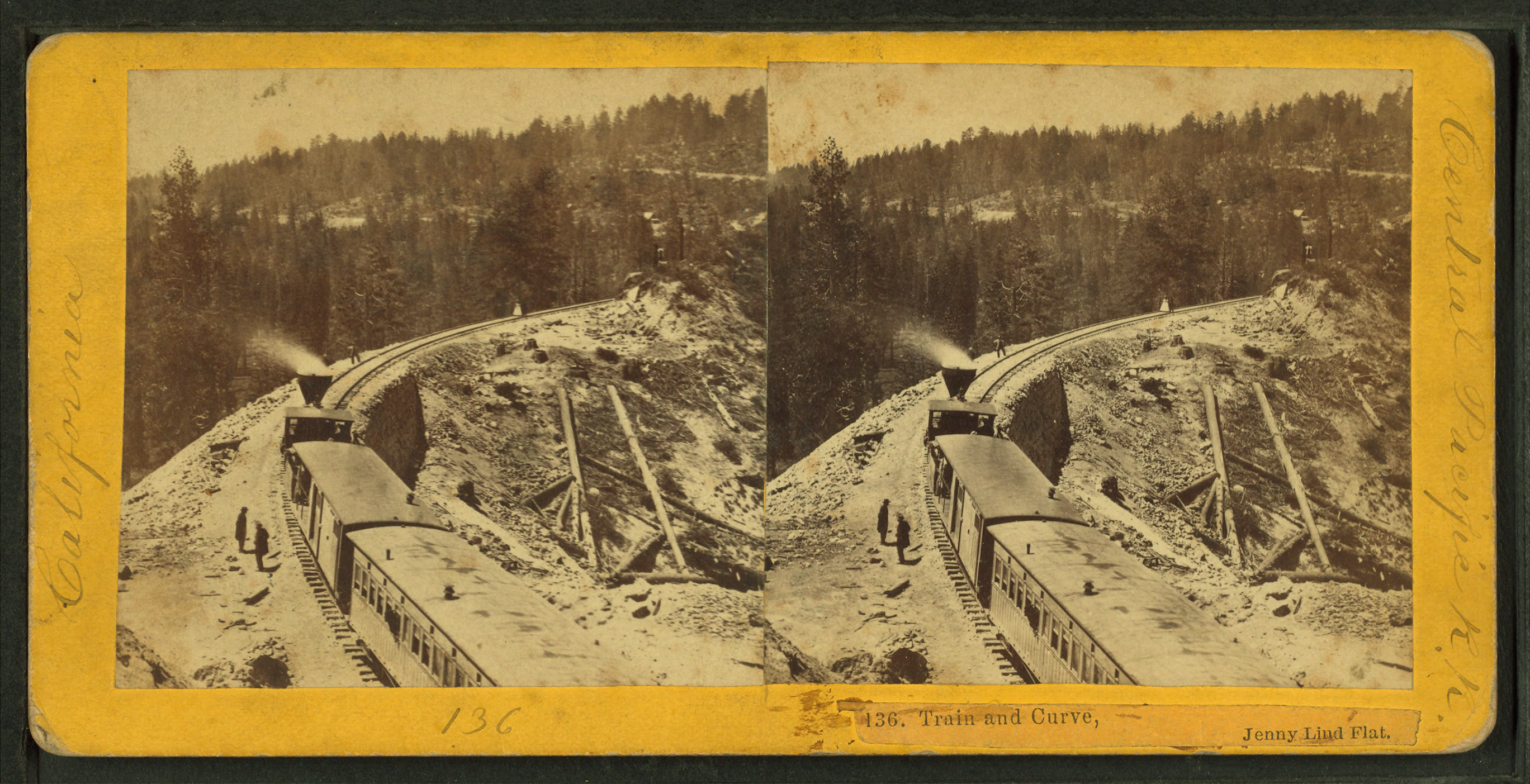
قطار و منحنی، جنی لیند فلت، اثر هارت، آلفرد ای.، ۱۸۱۶-۱۹۰۸
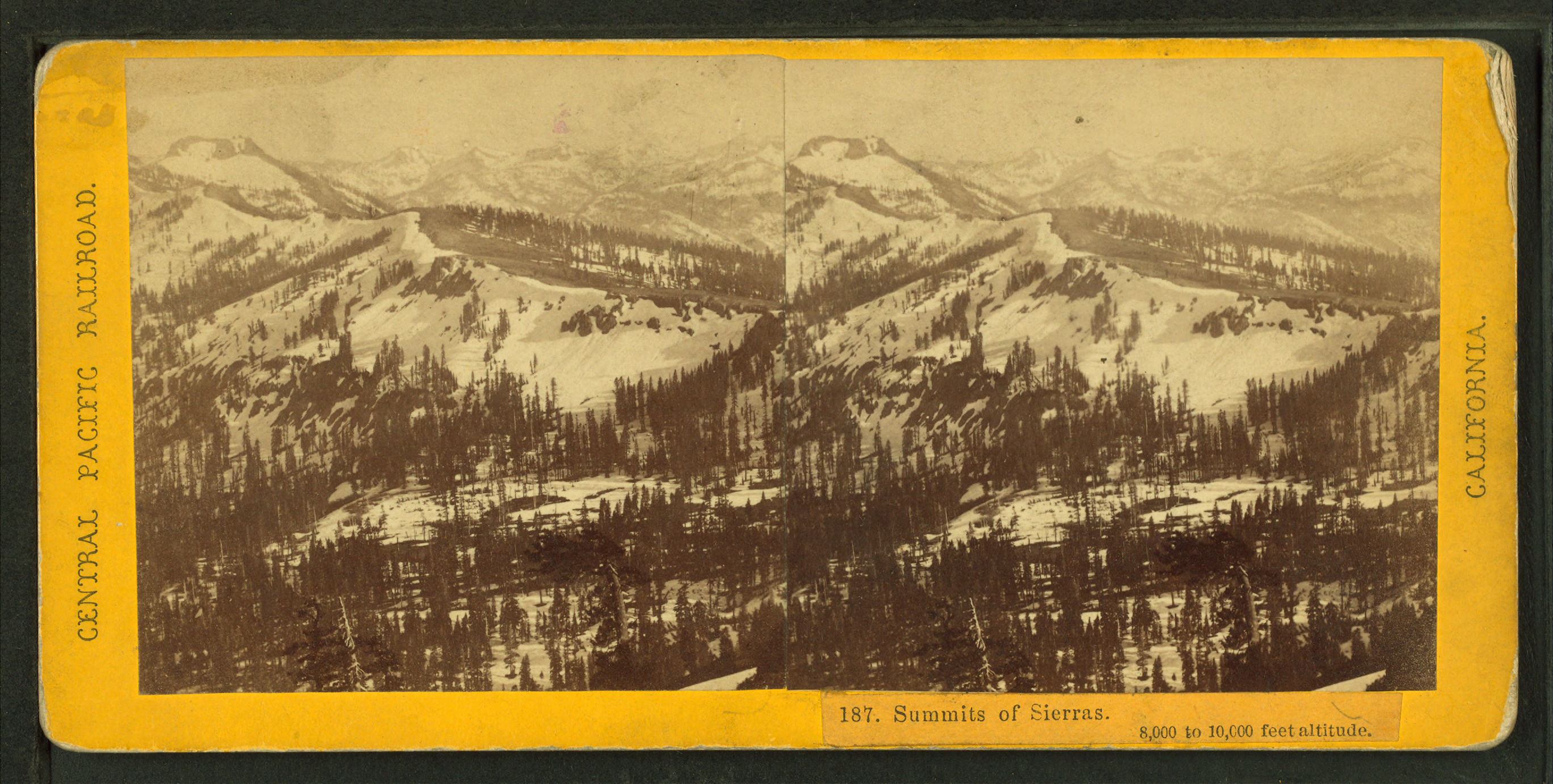
اجلاس سران سیرا ارتفاع ۸۰۰۰ تا ۱۰۰۰۰ پا، اثر هارت، آلفرد آ.، ۱۸۱۶-۱۹۰۸
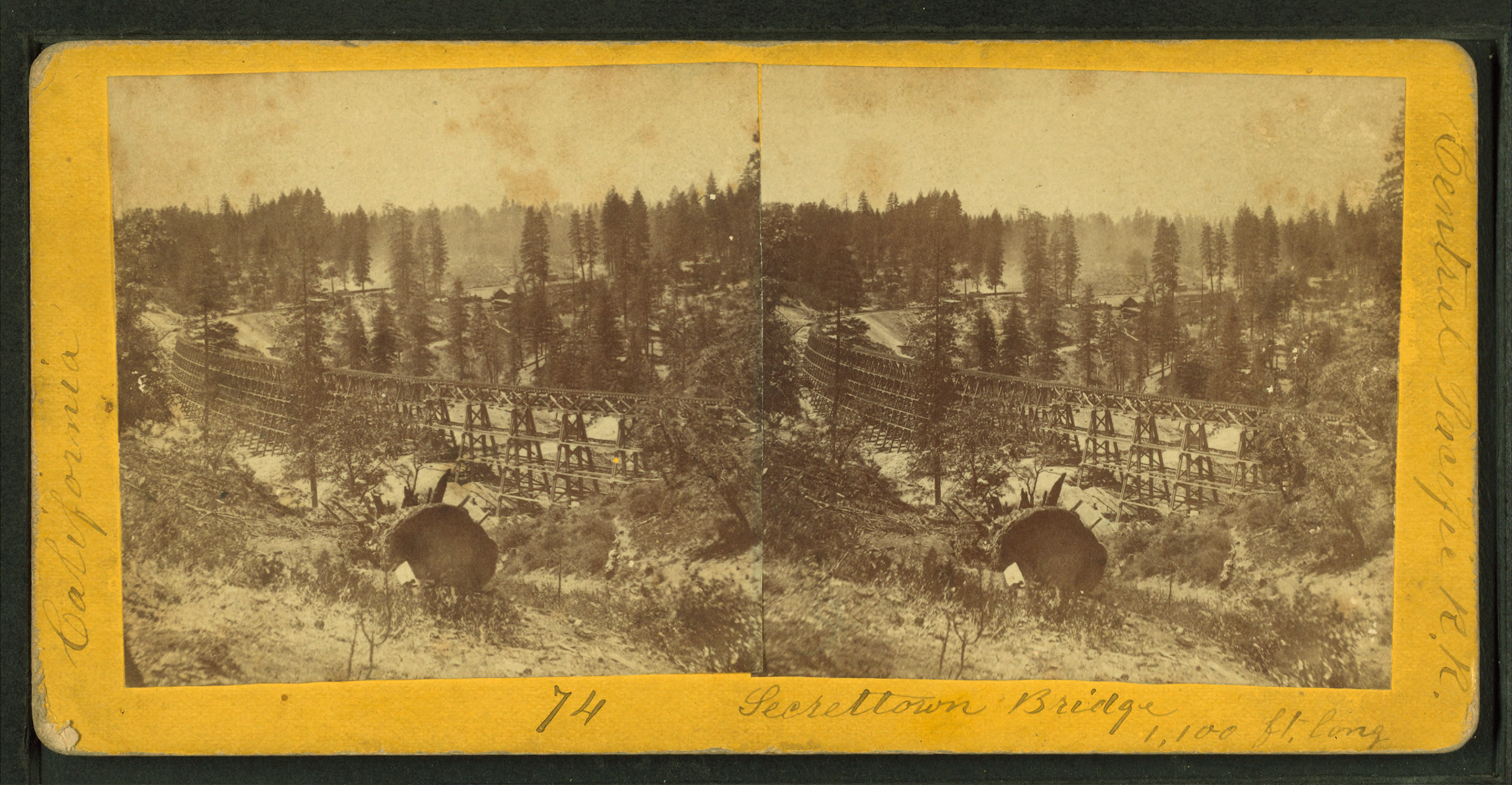
پل سیکرت تاون، به طول ۱۱۰۰ فوت، اثر هارت، آلفرد آ.، ۱۸۱۶-۱۹۰۸
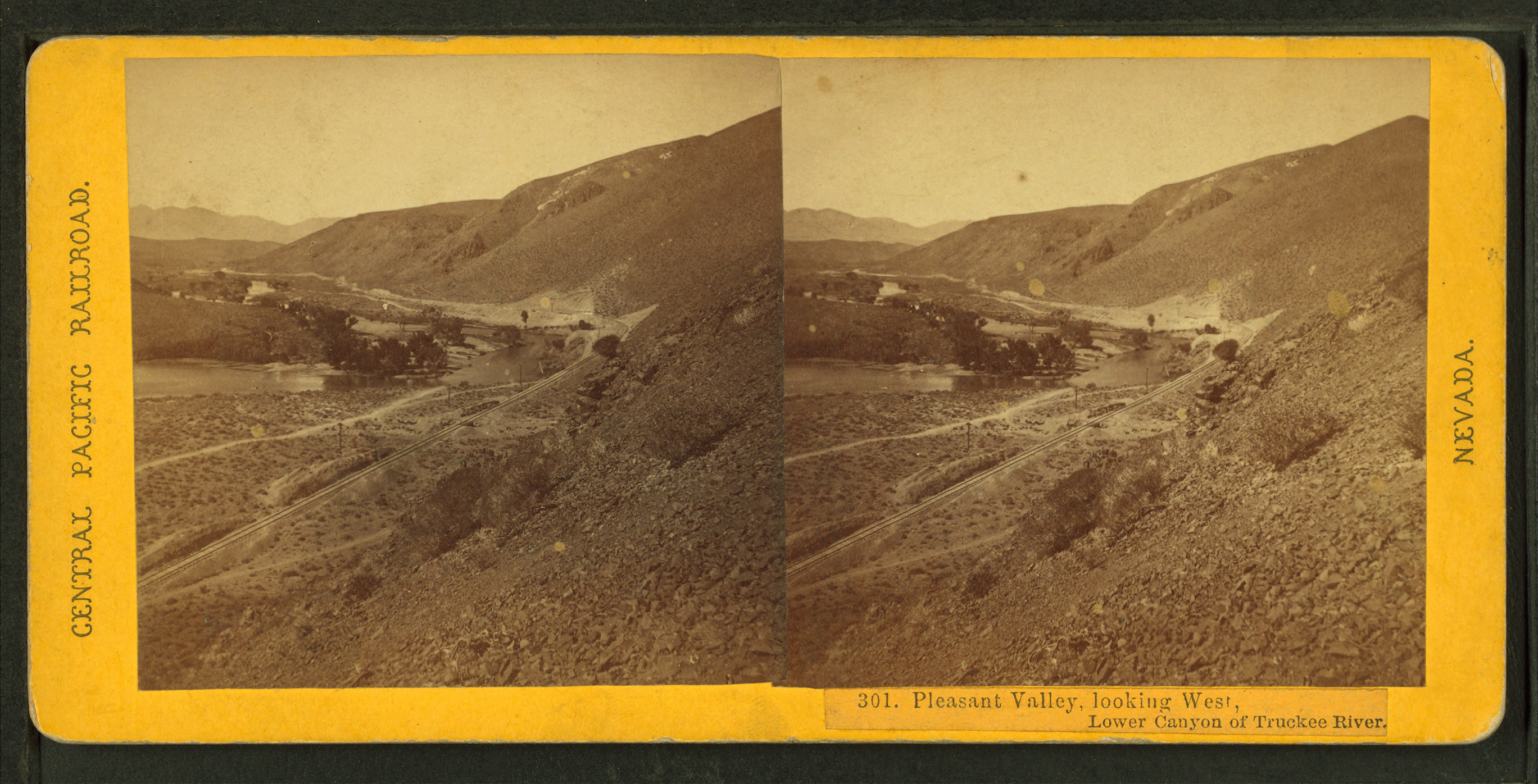
دره دلپذیر، به دنبال غرب، دره پایینی رودخانه تراکی، اثر هارت، آلفرد ای.، ۱۸۱۶-۱۹۰۸
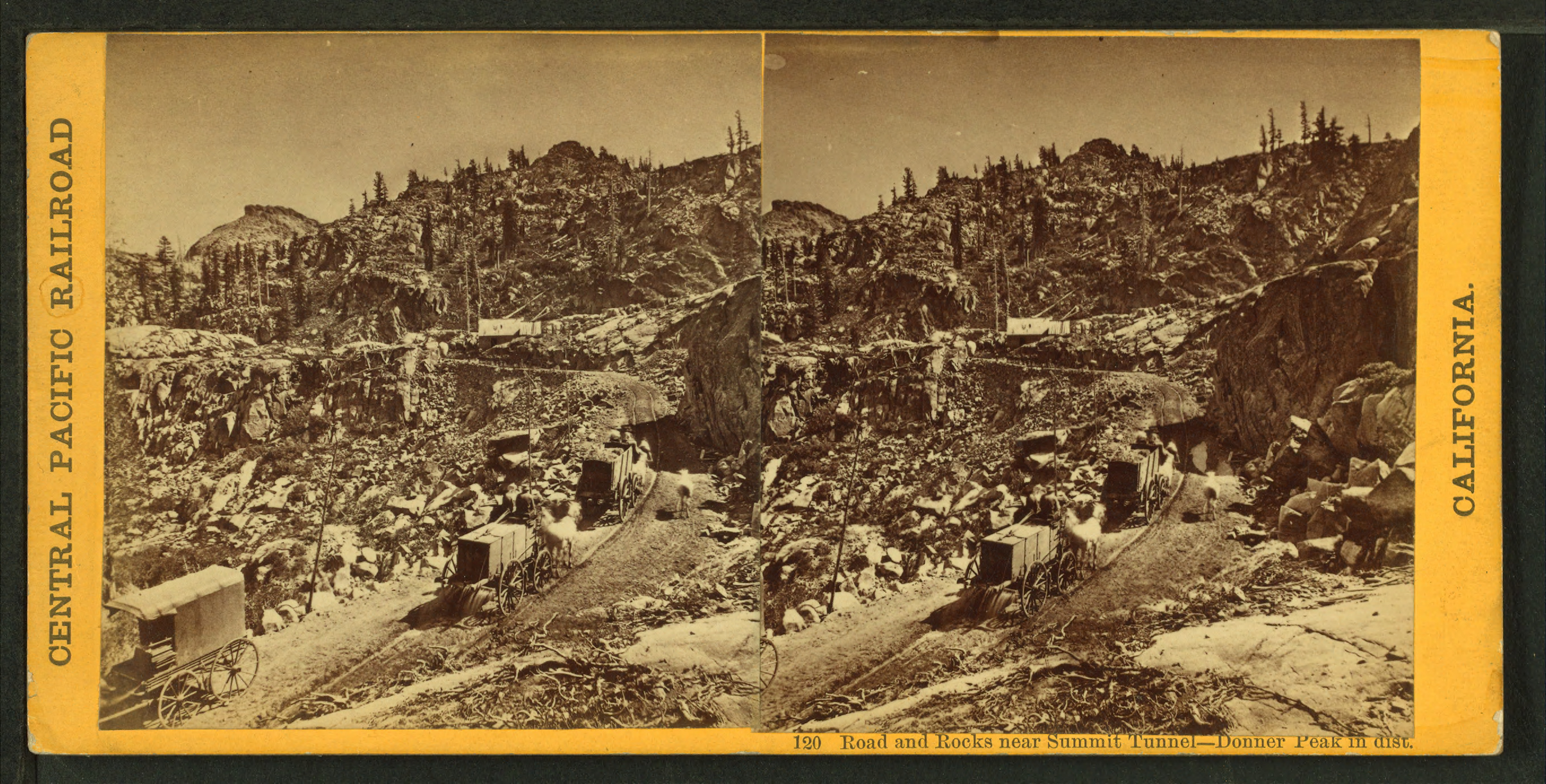
جاده و صخره‌ها در نزدیکی تونل سامیت، قله دانر در دوردست، اثر هارت، آلفرد ای.، ۱۸۱۶-۱۹۰۸
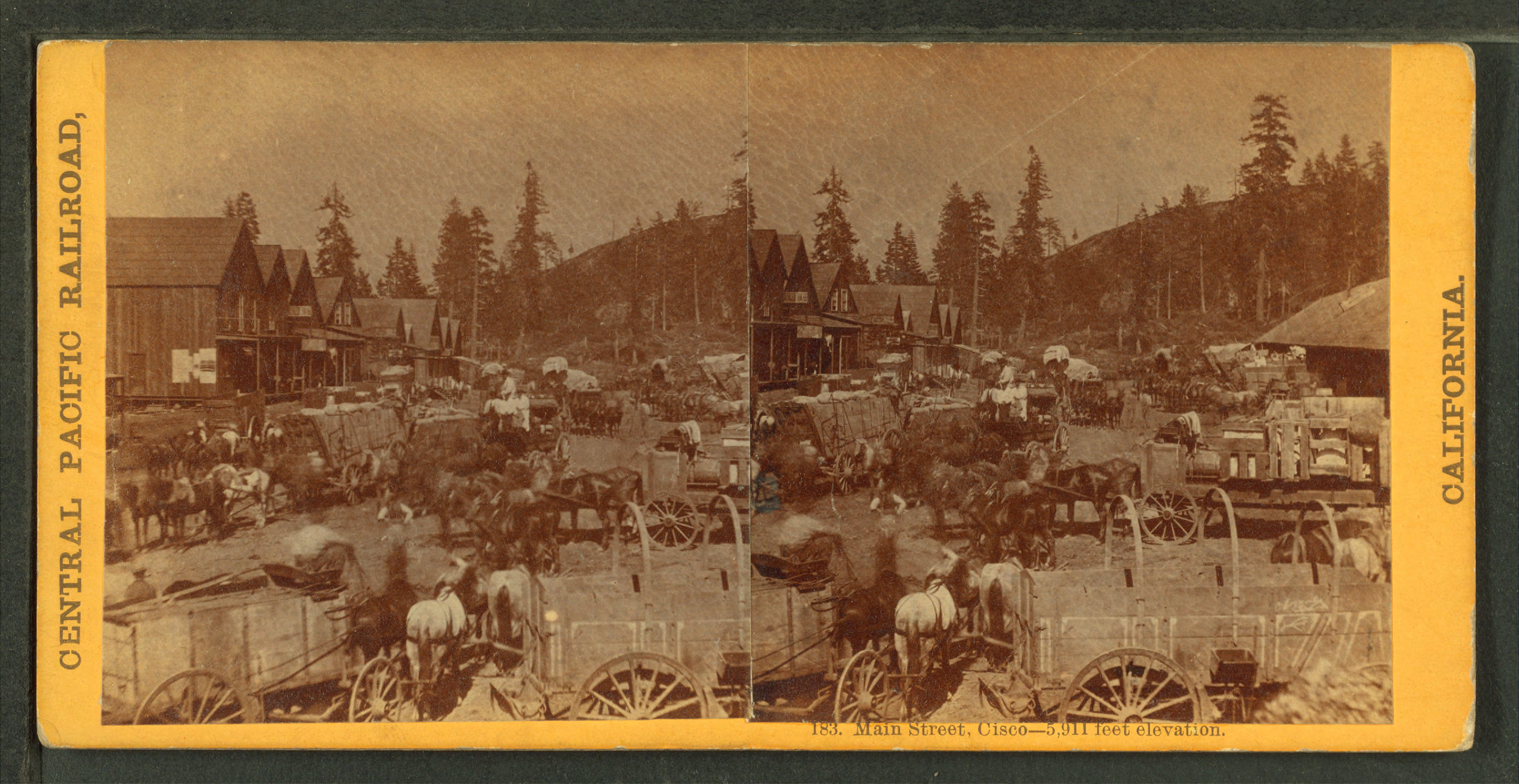
خیابان اصلی، سیسکو، ارتفاع ۵۹۱۱ فوت، اثر هارت، آلفرد ای.، ۱۸۱۶-۱۹۰۸
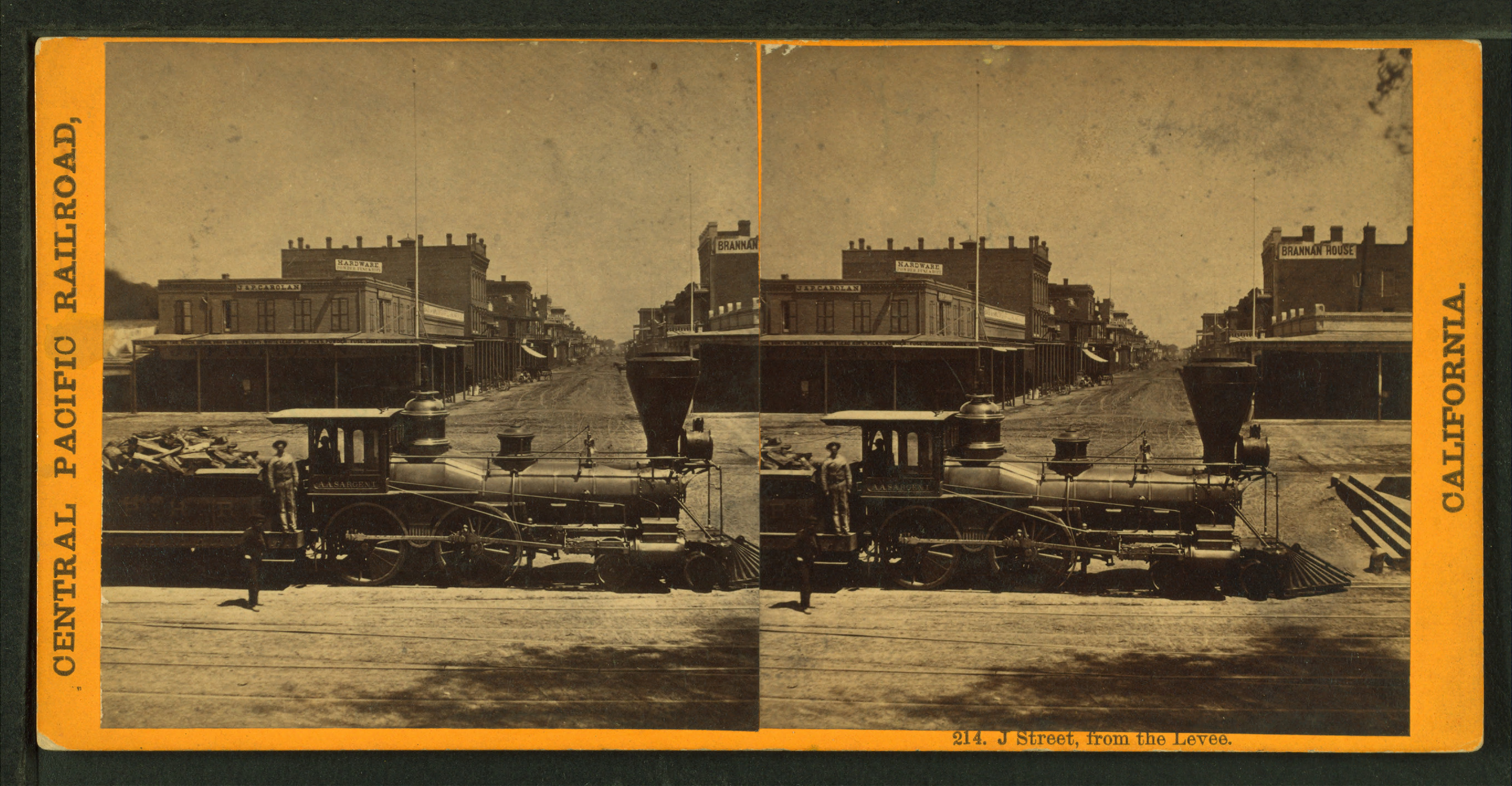
خیابان جی از خاکریز، اثر هارت، آلفرد آ.، ۱۸۱۶-۱۹۰۸
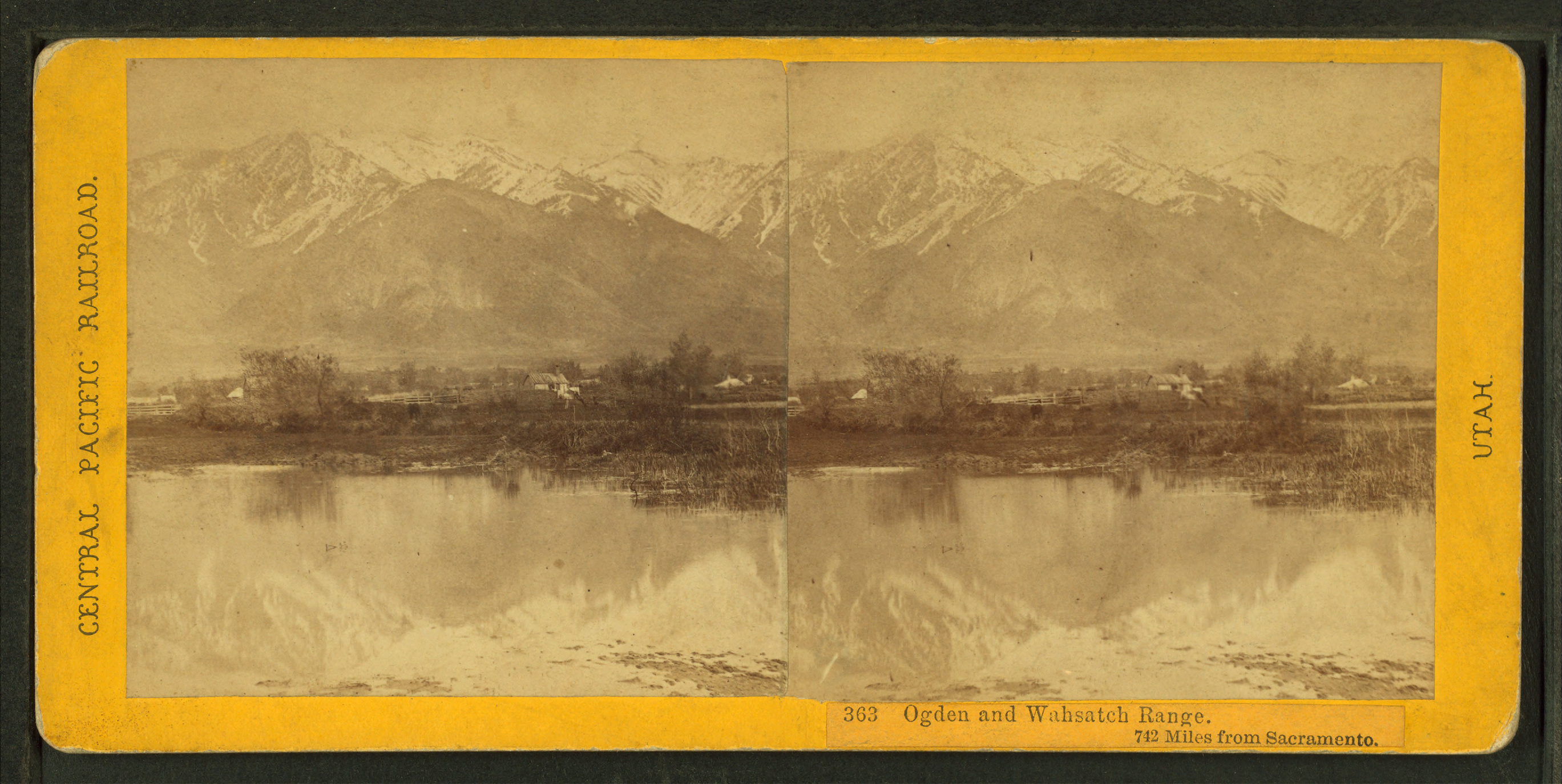
محدوده اوگدن و ووساچ، ۷۴۲ مایلی از ساکرامنتو، اثر هارت آلفرد ۱۸۱۶-۱۹۰۸